# B.L.E.A.G. 20 und 21
Die Dampflokomotiven B.L.E.A.G. 20 und 21 der normalspurigen Bahnstrecke Bruchsal–Hilsbach–Menzingen waren Dampflokomotiven für den Nebenbahnbetrieb. Die zwei Lokomotiven wurden von der Maschinenbau-Gesellschaft Karlsruhe 1928 mit den Fabriknummern 2367 und 2368 ausgeliefert. Die Lokomotiven waren die ersten auf der Katzbachtalbahn eingesetzten Lokomotiven für Heißdampfbetrieb und waren viele Jahre unter der Badischen Lokal-Eisenbahnen (B.L.E.A.G.) und der Deutschen Eisenbahn-Betriebsgesellschaft (DEGB) dort eingesetzt.
1963 wurden die Lokomotiven von der Südwestdeutschen Landesverkehrs-GmbH (SWEG) übernommen und 1964 zur Harmersbachtalbahn versetzt, die Lokomotive 21 wurde ausgemustert. Die Lokomotive 20 wurde 1965 abgestellt, war bis 1986 als Denkmalslok in Oberharmersbach und ist seit 2019 auf der Kandertalbahn im Einsatz.

## Geschichte
Obwohl 1928 in finanziell schwieriger Lage, bestellte die B.L.E.A.G. für die Bahnstrecke Bruchsal–Hilsbach–Menzingen bei der Maschinenbau-Gesellschaft Karlsruhe zwei Heißdampflokomotiven. Die Lokomotiven galten für zweiachsige Lokomotiven als sehr leistungsstark und sollten für einen Einmannbetrieb auf der genannten Strecke eingesetzt werden. Die Lokomotiven waren gut durchkonstruiert und blieben bis 1963 auf der Katzbachtalbahn, wo sie im Güter- und Personenverkehr Verwendung fanden.
1964 wurden sie als Reservelokomotiven zur Harmersbachtalbahn umgesetzt. Lok 21 wurde 1967 nach einer abgebrochenen Hauptuntersuchung verschrottet, die Lokomotive 20 wurde 1963 an die Gemeinde Oberharmersbach als Denkmal verkauft und stand bis 1986 auf dem Denkmalssockel. Danach wurde sie vom Achertäler Eisenbahnverein übernommen und bis 2005 wieder fahrfähig aufgearbeitet. Danach führte sie bis 2013 Sonderfahrten auf der Achertalbahn durch und wurde von 2016 bis 2019 auf der Schwäbischen Alb-Bahn eingesetzt. Seit 2019 ist sie bei der Kandertalbahn. Nach wenigen Fahrten dort musste sie ab 2020 einer Hauptuntersuchung unterzogen werden. Zur Saison ist Lok 20 bei der Kandertalbahn wieder in Betrieb gegangen, und zieht dort planmäßig alle Züge.

## Technik
Die Lokomotiven besaßen einen zweischüssigen Kessel, auf dem ersten Schuss saß der Dampf- und auf dem zweiten Schuss der Sanddom, von dem aus Sand zwischen die beiden Achsen geleitet wurde. Sie waren mit einem Rauchrohr-Überhitzer Bauart Schmidt ausgerüstet. Einige Daten des Originalkessels, mit dem die Lok 21 bis zum Schluss ausgerüstet war, sind nicht bekannt. Die Lok 20 hat 1998 vom Dampflokwerk Meiningen einen Ersatzkessel mit der Fabriknummer 1514 erhalten.
Die Lokomotiven mit Kolbenschieber wurden mit Heusinger-Steuerung ausgestattet, der Kreuzkopf wird einschienig auf der Gleitbahn geführt. Der Rahmen ermöglicht einen freien Durchblick.
Sie besitzen eine Druckluftbremse Bauart Knorr und eine elektrische Beleuchtung mit Turbogenerator.